# David di Donatello 2013
La 58a edició dels premis David di Donatello, concedits per l'Acadèmia del Cinema Italià va tenir lloc el 14 de juny de 2013 al teatre 5 de la Deat de Roma. La gala fou presentada per Lillo & Greg transmesa per Rai Uno en directe i en Rai HD. Les candidatures es van fer públiques el 10 de maig.

## Guanyadors

### Millor pel·lícula
- La migliore offerta, dirigida per Giuseppe Tornatore
- Diaz - Don't Clean Up This Blood, dirigida per Daniele Vicari
- Educazione siberiana, dirigida per Gabriele Salvatores
- Io e te, dirigida per Bernardo Bertolucci
- Viva la libertà, dirigida per Roberto Andò

### Millor director
- Giuseppe Tornatore - La migliore offerta
- Bernardo Bertolucci - Io e te
- Matteo Garrone - Reality
- Gabriele Salvatores - Educazione siberiana
- Daniele Vicari - Diaz - Don't Clean Up This Blood

### Millor director novell
- Leonardo Di Costanzo - L'intervallo
- Giorgia Farina - Amiche da morire
- Alessandro Gassmann - Razzabastarda
- Luigi Lo Cascio - La città ideale
- Laura Morante - Ciliegine

### Millor argument
- Roberto Andò e Angelo Pasquini - Viva la libertà
- Niccolò Ammaniti, Umberto Contarello, Francesca Marciano i Bernardo Bertolucci - Io e te
- Giuseppe Tornatore - La migliore offerta
- Maurizio Braucci, Ugo Chiti, Matteo Garrone i Massimo Gaudioso - Reality
- Ivan Cotroneo, Francesca Marciano i Maria Sole Tognazzi - Viaggio sola

### Millor productor
- Domenico Procacci - Diaz - Don't Clean Up This Blood
- Fabrizio Mosca - Alì ha gli occhi azzurri
- Riccardo Tozzi, Giovanni Stabilini i Marco Chimenz - Educazione siberiana
- Isabella Cocuzza e Arturo Paglia - La migliore offerta
- Angelo Barbagallo - Viva la libertà

### Millor actriu
- Margherita Buy - Viaggio sola
- Valeria Bruni Tedeschi - Viva la libertà
- Thony - Tutti i santi giorni
- Tea Falco - Io e te
- Jasmine Trinca - Un giorno devi andare

### Millor actor
- Valerio Mastandrea - Gli equilibristi
- Aniello Arena - Reality
- Sergio Castellitto - Una famiglia perfetta
- Roberto Herlitzka - Il rosso e il blu
- Luca Marinelli - Tutti i santi giorni
- Toni Servillo - Viva la libertà

### Millor actriu no protagonista
- Maya Sansa - Bella addormentata
- Ambra Angiolini - Viva l'Italia
- Anna Bonaiuto - Viva la libertà
- Rosabell Laurenti Sellers - Gli equilibristi
- Francesca Neri - Una famiglia perfetta
- Fabrizia Sacchi - Viaggio sola

### Millor actor no protagonista
- Valerio Mastandrea - Viva la libertà
- Stefano Accorsi - Viaggio sola
- Giuseppe Battiston - Il comandante e la cicogna
- Marco Giallini - Buongiorno papà
- Claudio Santamaria - Diaz - Don't Clean Up This Blood

### Millor músic
- Ennio Morricone - La migliore offerta
- Alexandre Desplat - Reality
- Mauro Pagani - Educazione siberiana
- Franco Piersanti - Io e te
- Teho Teardo - Diaz - Don't Clean Up This Blood

### Millor cançó original
- Tutti i santi giorni dr Simone Lenzi, Antonio Bardi, Giulio Pomponi, Valerio Griselli, Matteo Pastorelli i Daniele Catalucci, interpretada per Virginiana Miller - Tutti i santi giorni
- Fare a meno di te di Gianluca Misiti (música) i Laura Marafioti (música i lletra), interpretada per La Elle - Buongiorno papà
- Novij den de Mauro Pagani, interpretada per Dariana Koumanova - Educazione siberiana
- La vita possibile de Pivio i Aldo De Scalzi (música) i Francesco Renga (lletra i interpretació) - Razzabastarda
- Twice Born di Arturo Annecchino, interpretada per Angelica Ponti - Venuto al mondo

### Millor fotografia
- Marco Onorato - Reality
- Fabio Cianchetti - Io e te
- Gherardo Gossi - Diaz - Don't Clean Up This Blood
- Italo Petriccione - Educazione siberiana
- Fabio Zamarion - La migliore offerta

### Millor escenografia
- Maurizio Sabatini i Raffaella Giovannetti - La migliore offerta
- Paolo Bonfini - Reality
- Marco Dentici - È stato il figlio
- Marta Maffucci - Diaz - Don't Clean Up This Blood
- Rita Rabassini - Educazione siberiana

### Millor vestuari
- Maurizio Millenotti - La migliore offerta
- Patrizia Chericoni - Educazione siberiana
- Grazia Colombini - È stato il figlio
- Alessandro Lai - Appartamento ad Atene
- Roberta Vecchi e Francesca Vecchi - Diaz - Don't Clean Up This Blood

### Millor maquillatge
- Dalia Colli - Reality
- Enrico Iacoponi - Viva la libertà
- Enrico Iacoponi i Maurizio Nardi - Educazione siberiana
- Mario Michisanti - Diaz - Don't Clean Up This Blood
- Luigi Rocchetti - La migliore offerta

### Millor perruqueria
- Daniela Tartari - Reality
- Carlo Barucci e Marco Perna - Viva la libertà
- Stefano Ceccarelli - La migliore offerta
- Giorgio Gregorini - Diaz - Don't Clean Up This Blood
- Francesco Pegoretti - Educazione siberiana

### Millor muntatge
- Benni Atria - Diaz - Don't Clean Up This Blood
- Clelio Benevento - Viva la libertà
- Walter Fasano - Viaggio sola
- Massimo Quaglia - La migliore offerta
- Marco Spoletini - Reality

### Millor enginyer de so directe
- Remo Ugolinelli i Alessandro Palmerini - Diaz - Don't Clean Up This Blood
- Gaetano Carito - Bella addormentata
- Fulgenzio Ceccon - Viva la libertà
- Maricetta Lombardo - Reality
- Gilberto Martinelli - La migliore offerta

### Millors efectes especials visuals
- Mario Zanot (Storyteller) - Diaz - Don't Clean Up This Blood
- Andrea Marotti - Dracula 3D
- Paola Trisoglio i Stefano Marinoni (Visualogie) - Educazione siberiana
- Bruno Albi Marini (Wonderlab) - Reality
- Gianluca Dentici (Reset VFX) - Viva la libertà

### Millor documental
- Anija (La nave), dirigida per Roland Sejko
- Bad Weather, dirigida per Giovanni Giommi
- Fratelli & sorelle – Storie di carcere, dirigida per Barbara Cupisti
- Nadea e Sveta, dirigida per Maura Delpero
- Pezzi, dirigida per Luca Ferrari

### Millor curtmetratge
- L'esecuzione, dirigida per Enrico Iannaccone
- Ammore, dirigida per Paolo Sassanelli
- Cargo, dirigida per Carlo Sironi
- Preti, dirigida per Astutillo Smeriglia
- Settanta, dirigida per Pippo Mezzapesa

### Millor pel·lícula de la Unió Europea
- Amour, dirigida per Michael Haneke
- Skyfall, dirigida per Sam Mendes
- Anna Karenina, dirigida per Joe Wright
- Quartet, dirigida per Dustin Hoffman
- De rovell i d'os (De rouille et d'os), dirigida per Jacques Audiard

### Millor pel·lícula estrangera
- Django desencadenat, dirigida per Quentin Tarantino
- Argo, dirigida per Ben Affleck
- La part positiva de les coses (Silver Linings Playbook), dirigida per David O. Russell
- Lincoln, dirigida per Steven Spielberg
- La vida de Pi (Life of Pi), dirigida per Ang Lee

### Premi David Jove
- La migliore offerta, dirigida per Giuseppe Tornatore
- Il principe abusivo, dirigida per Alessandro Siani
- Una famiglia perfetta, dirigida per Paolo Genovese
- Venuto al mondo, dirigida per Sergio Castellitto
- Viva l'Italia, dirigida per Massimiliano Bruno

### David especial
- Vincenzo Cerami, a la carrera